# Нуркадилов, Заманбек Калабаевич
Заманбек Калабаевич Нуркадилов (15 января 1944, с. Кеген, Алматинская область, Казахская ССР — 12 ноября 2005, Алма-Ата) — советский и казахстанский политический и общественный деятель.

## Биография
Родился 15 января 1944 года в селе Кетпен Уйгурского района Алматинской области на границе с Китаем. Происходит из рода Қоңырбөрік племени албан Старшего жуза.
Приехав в Алма-Ату в 1961 году и став студентом инженерно-строительного факультета Казахского политехнического института, а потом и окончив его, он проработал почти двадцать лет в городских и областных строительных организациях, дольше всего — в знаменитой «Казселезащите». Это были годы строительства гигантской плотины на Медео (1966—1970) и испытания построенного сооружения мощным селевым потоком в июле 1973 года. В конце 70-х годов Нуркадилов становится начальником «Казселезащиты», затем управления «Главалмаатастрой», а в ноябре 1985 года — председателем Алматинского горисполкома.
В марте 1990 года Нуркадилов как мэр Алма-Аты стал депутатом Верховного Совета XII созыва, впервые избранного в условиях частичной альтернативности и состязательности. Год спустя, весной 1991 года Нуркадилов стал председателем городского Совета народных депутатов и по совместительству первым секретарём горкома компартии (как оказалось, последним в её истории). После августовского путча и роспуска КПСС он сохранил за собой должность председателя совдепа, а после учреждения весной 1992 года института глав областных, городских и районных администраций Нуркадилов был назначен главой столичной администрации, каковую должность занимал до конца июня 1994 года.
Через полтора года после громкой отставки с поста главы Алматинской горадминистрации, в декабре 1995 года Нуркадилов выдвигает свою кандидатуру на выборах в мажилис I созыва и становится депутатом нового парламента, в стенах которого начинает выступать с критикой правительства и правящего режима в целом. В качестве депутата-оппозиционера Нуркадилов сближается с лидерами Гражданского движения «Азамат» и движения пенсионеров «Поколение», выступает с речью на их протестном митинге на площади Чокана Валиханова в декабре 1996 года, а в январе 1997 года пишет открытое письмо президенту страны с резкой критикой его политики. При переезде мажилиса в Астану Нуркадилов отказывается покидать прежнюю столицу и неожиданно получает назначение на должность акима укрупнённой Алматинской области, вобравшей в себя территории прежней Алматинской и упразднённой Талды-Курганской областей.
Пробыв в должности акима южно-столичной области чуть более трёх лет (1997—2001), Нуркадилов более всего прославился своим проектом строительства международного аэропорта севернее Капчагая и пропагандистской кампанией по сбору золотых изделий у населения сельских районов в некий «фонд Родины». Несмотря на то, что Заманбек Калабаевич демонстративно, перед телекамерами, сдал золотые украшения свои и своей жены, известной певицы Макпал Жунусовой, тем не менее общественное впечатление от этой акции и реакция на неё в политическом и медийном сообществе было настолько негативными, что кампания была весьма оперативно прекращена.
В начале 2001 года, после решения о переносе административного центра Алматинской области в Талдыкорган, Нуркадилов вновь остался в Алма-Ате, будучи назначен на должность председателя Агентства по чрезвычайным ситуациям РК.
Проработав на этом посту три года, Нуркадилов весной 2004 года созвал 11 марта пресс-конференцию, на которой огласил своё новое открытое письмо Нурсултану Назарбаеву. Среди множества высказанных в нём острокритических пассажей можно было особо выделить те из них, материал для которых был взят Нуркадиловым из его собственных сфер деятельности по руководству Алматинской мэрией в начале 90-х годов и Агентством по ЧС за три предшествовавших года. Речь шла о приватизации загородных санаториев и домов отдыха бывших ЦК компартии и Совмина Казахской ССР, а затем и зданий министерств и республиканских ведомств, перебазированных в Астану, о судьбе предгорных яблоневых садов алматинского апорта, о застройке горных склонов и ущелий особняками, наносящей ущерб экологии и опасной для самих же их обитателей в случае природных катастроф.
В заключение своего открытого письма Нуркадилов призвал Нурсултана Назарбаева подать в отставку с поста президента страны, в ответ же получил указ о собственном увольнении с должности председателя АЧС РК. Вскоре после этого агентство преобразуется в Министерство чрезвычайных ситуаций РК и также перебазируется в Астану последним из всех республиканских ведомств. Оставшийся же в южной столице бывший чиновник, второй раз в жизни ставший оппозиционером, делает на протяжении 2004 года и первой половины 2005 года ещё несколько громких заявлений, за одно из которых был 13 июня 2005 года приговорён к денежному штрафу в размере 485500 тенге (около 4000 долларов). В это же время Нуркадилов сам подал несколько судебных исков против одного из бывших сослуживцев по АЧС и телевизионного информагентства «Хабар» на предмет распространённых ими негативных оценок своей профессиональной компетентности и стиля работы в бытность руководителем агентства.
В связи с президентскими выборами многие наблюдатели ожидали, когда Заманбек Нуркадилов выдвинет свою кандидатуру на должность президента страны, каковое намерение политик высказал ещё в том самом нашумевшем заявлении от 11 марта 2004 года. Однако такого заявления с его стороны так и не последовало.

12 ноября 2005 года Заманбек Нуркадилов был найден у себя дома убитым с тремя огнестрельными ранениями, причём два выстрела были сделаны в грудь и один в голову. Официальная версия происшедшего — самоубийство. Похоронен в Алма-Ате на кладбище «Кенсай».

## Семья
- С 1965 по 1995 первая супруга — Нуркадилова Нурбике (20.05.1945 - 21.11.2024)[3].

1. Сын — Нуркадилов Кайрат (1967).
2. Дочь — Нуркадилова Куралай (1970), казахстанский дизайнер, художник, стилист, руководитель модного дома «Куралай».

- Вторая супруга — Макпал Жунусова (11.01.1964), советская и казахская эстрадная певица (лирическое сопрано), народная артистка Казахстана. Дочь — Мерей Заманбек (2002)[4].